# George MacDonald (schrijver)

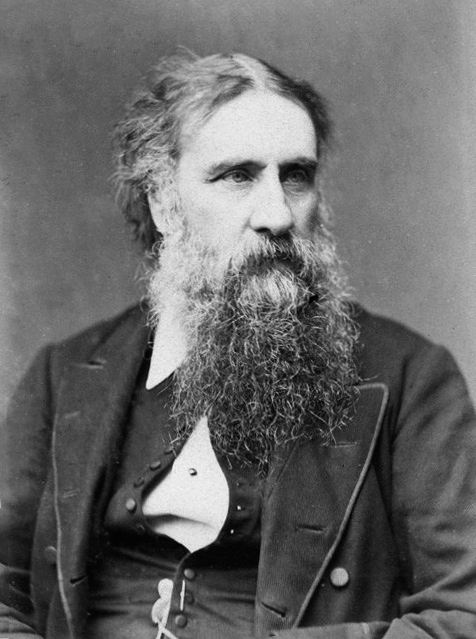
George MacDonald in 1880

George MacDonald (Huntly, 10 december 1824 – Ashtead, 18 september 1905) was een Schots auteur, dichter en dominee.
MacDonald is vooral bekend geworden om zijn ingrijpende sprookjes en fantasy-boeken. Zijn eigen werken inspireerden latere schrijvers, waaronder J.R.R. Tolkien en C.S. Lewis. Lewis omschreef MacDonald als 'zijn meester': "Ik pakte ooit het boek Phantastes op in een station en begon te lezen. Een paar uur later besefte ik dat ik een nieuw deel van mijn leven was begonnen." Ook liet hij George MacDonald later als leraar van de hoofdpersonage optreden in het boek De grote scheiding, waarin hij uitleg geeft over de hemel en de hel. G.K. Chesterton zei dat het boek The Princess and the Goblin zijn leven had veranderd.
De theologische opvattingen van George MacDonald sluiten aan bij het universalisme zoals geleerd werd door een aantal theologen in de vroege kerk en sindsdien door een minderheid onder de christenen voortleeft: God straft in het hiernamaals met een doel, namelijk om de zondaar tot bekering te brengen, zodat hij uiteindelijk, gereinigd en vergeven, in de liefde van God kan worden opgenomen. De gedachte dat iedereen na zijn dood direct zalig zou worden, vindt men bij MacDonald niet terug en is overigens ook zeldzaam onder christelijke universalisten.

## Verwijzingen
- Bibsys: 90206556
- Biblioteca Nacional de España: XX889374
- Bibliothèque nationale de France: cb11913729f (data)
- Catàleg d'autoritats de noms i títols de Catalunya: 981058516531706706
- CiNii: DA00335326
- Gemeinsame Normdatei: 118780980
- International Standard Name Identifier: 0000 0001 2136 3415
- Library of Congress Control Number: n78096948
- Nationale Bibliotheek van Letland: 000015095
- MusicBrainz: ba19c939-2312-4888-a636-ce27f31f37b1
- Bibliotheek van het Japanse parlement: 00448339
- Nationale Bibliotheek van Tsjechië: jo20010084821
- Nationale bibliotheek van Australië: 35318421
- Nationale Bibliotheek van Israël: 987007274985205171
- Nationale en Universitaire bibliotheek Zagreb: 000178057
- Nederlandse Thesaurus van Auteursnamen: 072997427
- Réseau des bibliothèques de Suisse occidentale: 02-A012314484
- Istituto Centrale per il Catalogo Unico: CFIV071514
- SNAC: w6b57js7
- Système universitaire de documentation: 026999323
- Trove: 909946
- Virtual International Authority File: 64008667
- WorldCat: E39PBJdGT89bHXvHgR3RhVQKBP